# Funicular de Montjuic
El Funicular de Montjuic es un medio de transporte público por cable que conecta la ciudad de Barcelona con la montaña de Montjuic, así como con las instalaciones del Estadio Olímpico Lluís Companys situado allí. Su recorrido, de 758 metros, consta únicamente de dos estaciones que salvan un desnivel de 76 metros: Paral·lel y Parc de Montjuïc.
Fue inaugurado el 24 de octubre de 1928 con motivo de la Exposición Universal de Barcelona. En aquel entonces disponía de un segundo tramo entre el parque y el castillo de Montjuic. Con la construcción del teléférico entró en decadencia y finalmente se acabó suprimiendo.

## Características generales

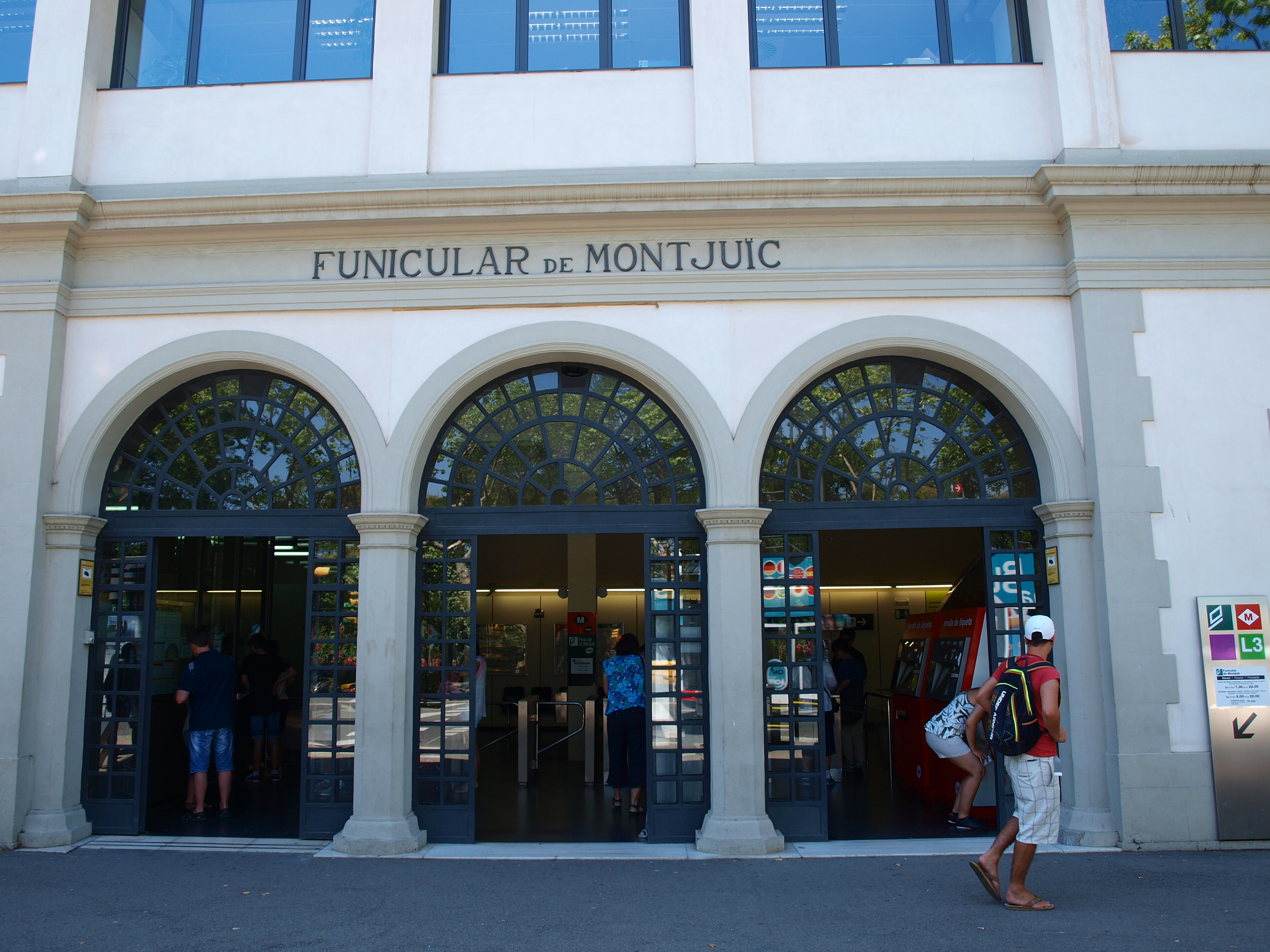
Entrada principal de la estación de Parc de Montjuïc.

El funicular está operado por la empresa pública municipal Transportes Metropolitanos de Barcelona (TMB). Desde el año 2002, está incluido en el sistema tarifario integrado de transporte público del área metropolitana de Barcelona, gestionada a través de la Autoridad del Transporte Metropolitano (ATM).
El sistema consta de dos estaciones: La más cercana a la ciudad está integrada en la estación del metro de Barcelona de Paral·lel, a una altitud de cuatro metros sobre el nivel del mar; allí tiene correspondencia con las líneas L2 y L3.
La segunda estación se encuentra integrada en la avenida del Estadio del Parque de Montjuic, a una altitud de ochenta metros sobre el nivel del mar. Desde esta estación se puede acceder al teleférico de Montjuic, el cual comunica con el castillo.

## Descripción técnica
El funicular consta de una flota de ferrocarriles remolcados por un cable de 1200 mm de diámetro y cuya capacidad aproximada es de 400 pasajeros por unidad. El recorrido, que tiene una duración media de dos minutos, tiene por objetivo facilitar el desnivel de 80 m existente entre el parque de Montjuïc y la ciudad.
La pendiente media del recorrido es de un 10,1%, con máximos de un 18%. La mayor parte del recorrido se realiza de forma cubierta, a excepción de los últimos metros, que se realizan al aire libre. Ambas estaciones están adaptadas a personas con movilidad reducida. El funicular es capaz de transportar aproximadamente a 8.000 pasajeros por sentido y hora.

## Historia

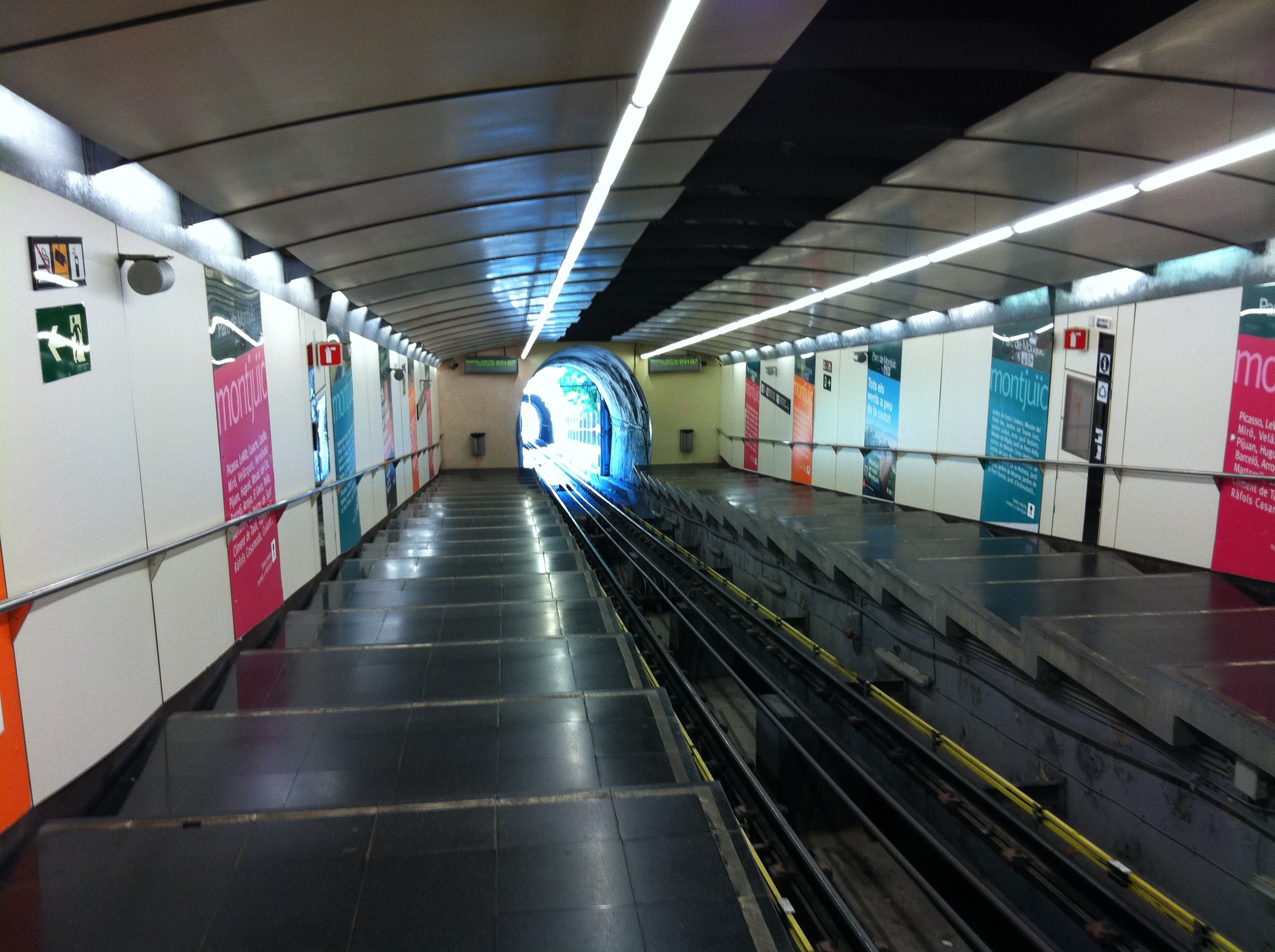
Interior de la estación de Parc de Montjuïc

El funicular de Montjuic fue inaugurado el 24 de octubre del 1928, con motivo de la Exposición Internacional de Barcelona de 1929. El proyecto fue obra del ingeniero Emilio Echevarría, mientras que las estaciones fueron diseñadas por el arquitecto Ramon Reventós i Farrarons. Las duraron un total 14 meses. En el momento de su inauguración, las instalaciones constituían el tapiz rodante más largo de Europa. 
Un segundo tramo — entre la avenida del Estadio y el Castillo de Montjuïc — fue inaugurado el 23 de julio de 1929. De 1981 a 1984 se realizan unas obras de remodelación general valoradas en setenta millones de pesetas que provocaron el cierre temporal del servicio. En julio de 1984 se volvió a reabrir el primer tramo, entre Paral·lel y el Parque de Montjuïc, mientras que el segundo tramo hasta el castillo ya no se volvió a poner en servicio nunca más. Esta infraestructura cayó en desuso como consecuencia de la apertura del teleférico de Montjuic, lo que provocó el desmantelamiento completo de dicho tramo unos años más tarde.
En el año 1992 fue objeto de una renovación con ocasión de los Juegos Olímpicos que se celebraron en Barcelona ese año, pero solo del tramo inferior. Durante el 2005, de nuevo se hicieron trabajos de reformas generales en la instalación.